# Bichro
Bichro est un éditeur français de bande dessinée, tout d'abord situé dans le 18e arrondissement de Paris, puis dans le 15e arrondissement de Paris.

## Bibliographie

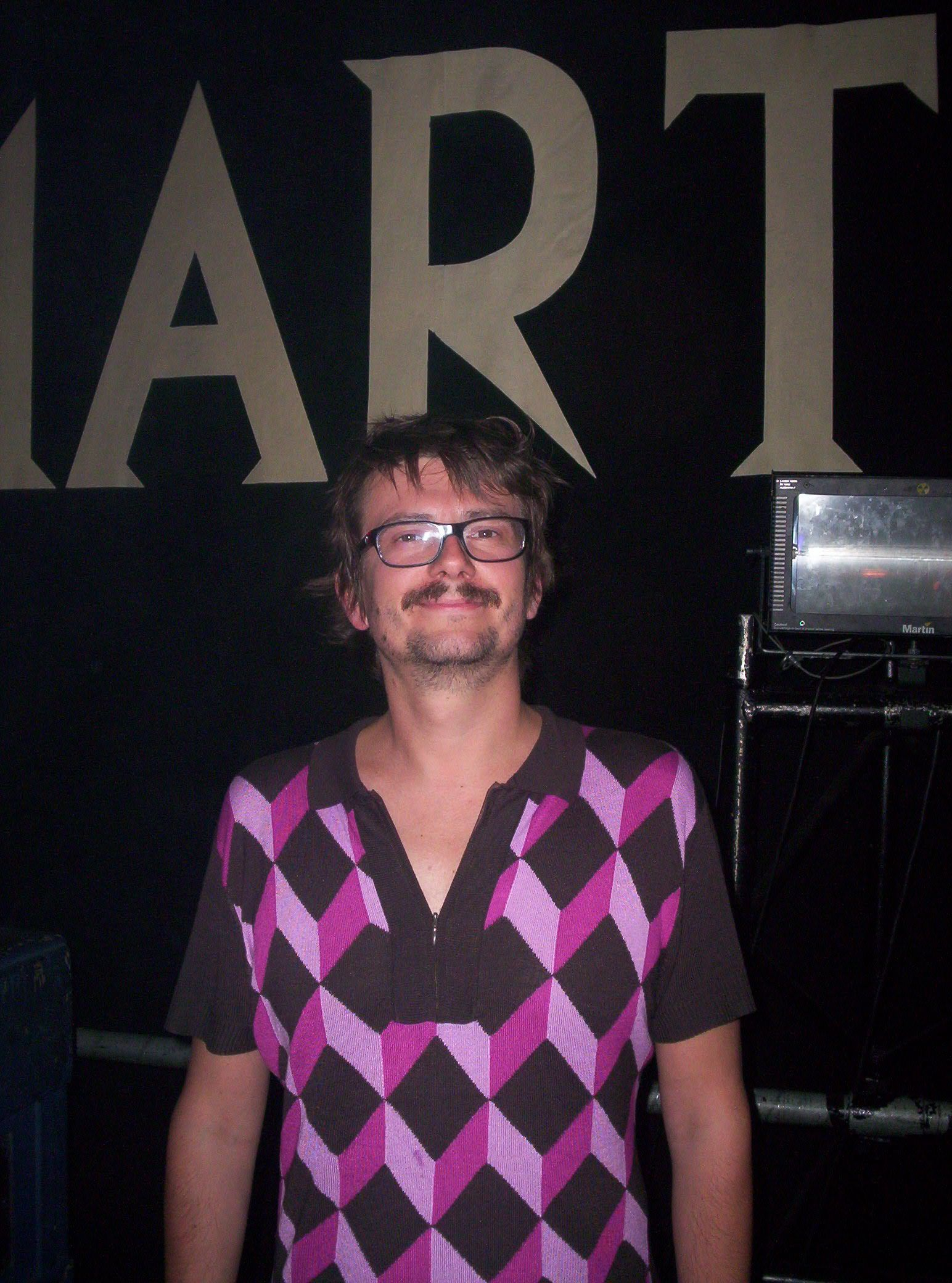
Luz

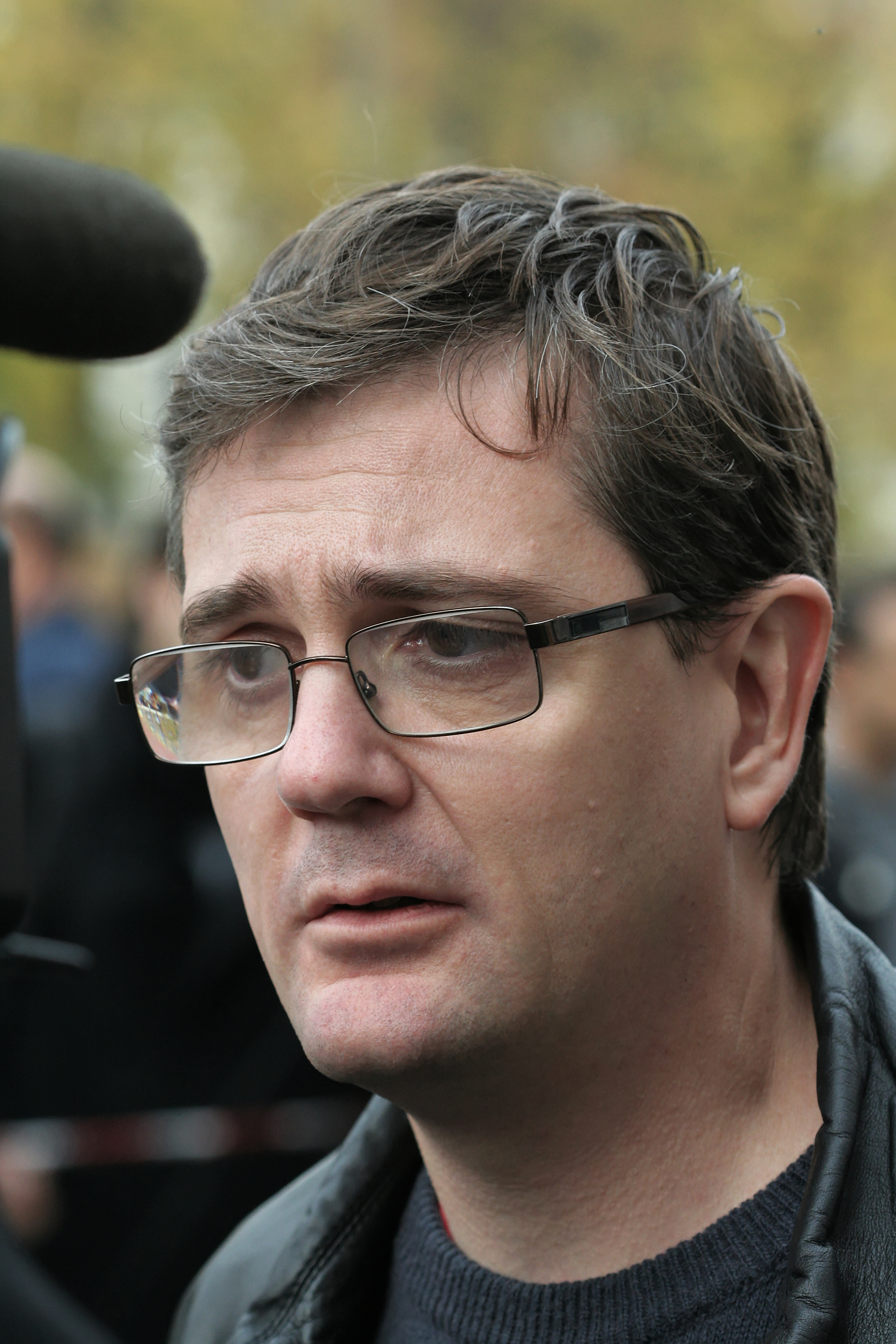
Charb